# السلعي (الحيمة الخارجية)

تعديل مصدري - تعديل

السلعي هي إحدى قرى عزلة بيت الجريدي بمديرية الحيمة الخارجية التابعة لمحافظة صنعاء، بلغ تعداد سكانها 168 نسمة حسب تعداد اليمن لعام 2004.